# Calamagrostis frigida
Calamagrostis frigida är en gräsart som först beskrevs av George Bentham, och fick sitt nu gällande namn av Joseph Henry Maiden och Ernst Betche. Calamagrostis frigida ingår i släktet rör, och familjen gräs. Inga underarter finns listade i Catalogue of Life.